# Hadrodactylus magnacornis
Hadrodactylus magnacornis là một loài tò vò trong họ Ichneumonidae.